# 34047 Gloria
34047 Gloria è un asteroide della fascia principale. Scoperto nel 2000, presenta un'orbita caratterizzata da un semiasse maggiore pari a 2,3967536 au e da un'eccentricità di 0,1313039, inclinata di 5,33098° rispetto all'eclittica.